# Низины
Низины (пол. Niziny) — остановочный пункт в селе Низины в гмине Орлы, в Подкарпатском воеводстве Польши. Имеет 2 платформы и 2 пути.
Остановочный пункт на ведущей к польско-украинской границе железнодорожной линии Краков-Главный — Медыка.